# بروتوكول جنيف
بروتوكول حظر الاستعمال الحربي للغازات الخانقة أو السامة أو غيرها من الغازات والوسائل البكتريولوجية عادة ما تسمى بروتوكول جنيف هو معاهدة حظر استخدام الأسلحة الكيميائية والبيولوجية في النزاعات المسلحة الدولية. تم التوقيع عليه في جنيف بسويسرا في 17 يونيو 1925 ودخل حيز التنفيذ في 8 فبراير 1928. سجلت في عصبة الأمم سلسلة المعاهدات يوم 7 سبتمبر 1929. بروتوكول جنيف هو بروتوكول لاتفاقية الإشراف الدولي على تجارة الأسلحة والذخيرة وتطبيقات الحرب وقعت في نفس التاريخ وجاءت ضمن اتفاقيتا لاهاي 1899 و1907.
يحظر استخدام «الغازات الخانقة والغازات السامة أو غيرها وجميع من في حكمها من السوائل أو المواد أو الأجهزة» و«أساليب الحرب البكتريولوجية». يفهم هذا الآن ليكون الحظر العام على الأسلحة الكيميائية والأسلحة البيولوجية ولكن ليس لديها ما تقوله عن إنتاج أو تخزين أو نقل. لم تغطي المعاهدات اللاحقة اتفاقية الأسلحة البيولوجية لعام 1972 (اتفاقية الأسلحة البيولوجية) واتفاقية الأسلحة الكيماوية لعام 1993.
قدمت عدة دول تحفظات عندما أصبحوا أطرافا في بروتوكول جنيف معلنين أن الالتزامات تنطبق على الأطراف الأخرى والتي من شأن هذه الالتزامات توقيف تطبيق استخدام أسلحة محظورة ضدهم.
تعتبر العناصر الرئيسية للبروتوكول الآن بكثير جزءا من القانون الدولي العرفي.

## تاريخ التفاوض

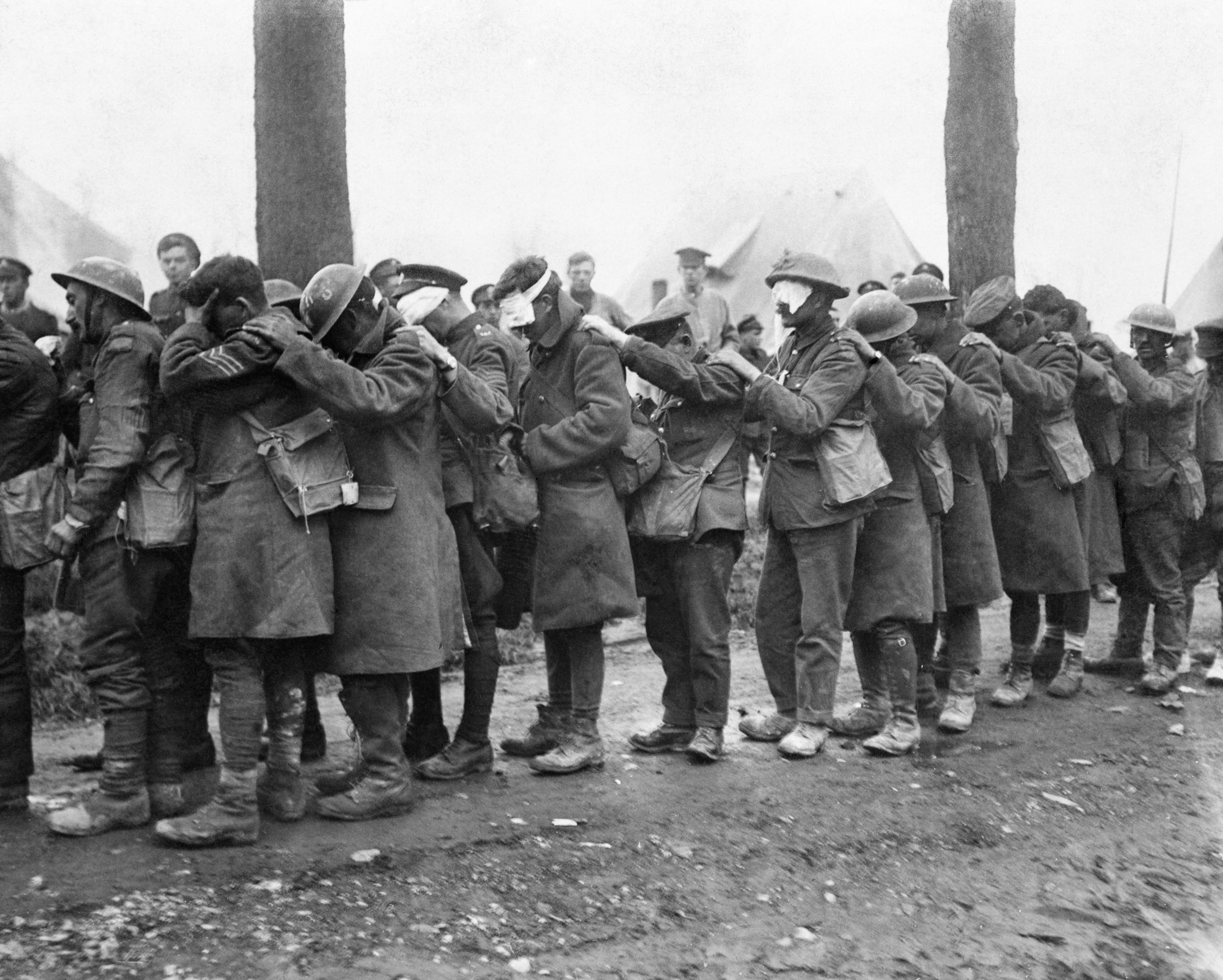
أفراد القوات البريطانية أعماهم الغاز المسيل للدموع خلال معركة ليز

في اتفاقيتا لاهاي 1899 و1907 تم تحريم استخدام مواد كيميائية خطرة. على الرغم من هذا شهدت الحرب العالمية الأولى حرب كيماوية على نطاق واسع. استخدم الغاز المسيل للدموع في فرنسا في عام 1914 ولكن كان أول نطاق واسع للأسلحة الكيميائية كان من قبل الإمبراطورية الألمانية في ابرس ببلجيكا في عام 1915 عندما أطلق غاز الكلور كجزء من الهجوم الألماني في معركة إيبر الثانية. في أعقاب ذلك بدأ سباق التسلح الكيميائي مع المملكة المتحدة وروسيا والإمبراطورية النمساوية المجرية والولايات المتحدة وإيطاليا ثم انضمت فرنسا وألمانيا في استخدام الأسلحة الكيميائية. أدى ذلك إلى تطوير مجموعة من المواد الكيميائية المروعة التي تؤثر على الرئتين والجلد والعينين. كان القصد بأن تكون قاتلة في ميدان المعركة مثل حمض سيان الماء حيث اخترعت أساليب فعالة. تم إنتاج 124 ألف طن على الأقل خلال الحرب. في عام 1918 شغل حوالي واحد من كل ثلاثة قنابل يدوية مع عوامل كيميائية خطرة. نسبت نحو 1.3 مليون إصابة إلى استخدام الغاز وأثر على نفسية القوات الذي كان له تأثير أكبر بكثير. وضعت معدات واقية وتكنولوجيا لتدمير هذه المعدات الذي أيضا أصبح جزءا من سباق التسلح. استخدام الغاز السام القاتل لم يقتصر فقط على المقاتلين في الجبهة ولكن أيضا على المدنيين كما كانت البلدات المدنية المجاورة تحت الخطر عند هبوب الرياح. نادرا ما زار المدنيين الذين يعيشون في البلدات أي نظم إنذار حول مخاطر الغاز السام وكذلك عدم الحصول على أقنعة الغاز على نحو فعال. إن استخدام الأسلحة الكيماوية التي استخدمها كلا الجانبين أدى إلى سقوط 100 ألف و260 ألف ضحية من المدنيين خلال الصراع. عشرات الآلاف توفوا بسبب إصابة الرئتين وتلف الجلد وتلف في الدماغ في السنوات التي تلت انتهاء النزاع. في العام 1920 وحده توفي أكثر من 40 ألف من المدنيين و20 ألف من العسكريين من آثار الأسلحة الكيميائية.
تضمنت معاهدة فرساي بعض الأحكام التي حظرت ألمانيا إما من تصنيع أو استيراد الأسلحة الكيميائية. معاهدات مماثلة حظرت الجمهورية النمساوية الأولى ومملكة بلغاريا ومملكة المجر من الأسلحة الكيميائية وكلها تعود إلى الجانب الخاسر دول المركز. واصل البلاشفة الروس وبريطانيا استخدام الأسلحة الكيميائية في الحرب الأهلية الروسية وربما في الشرق الأوسط في عام 1920.
بعد ثلاث سنوات من نهاية الحرب العالمية الأولى أراد الحلفاء التأكيد مجددا على معاهدة فرساي وفي عام 1922 قدمت الولايات المتحدة معاهدة تتعلق باستخدام الغواصات والغازات الضارة في الحرب في مؤتمر واشنطن البحري. أربعة من المنتصرين بالحرب الولايات المتحدة والمملكة المتحدة ومملكة إيطاليا وإمبراطورية اليابان وافقوا على التصديق لكنهم فشلوا في ادخالها حيز النفاذ بسبب اعتراض الجمهورية الفرنسية الثالثة لأحكام الغواصة في المعاهدة.
في مؤتمر جنيف لعام 1925 للإشراف على الاتجار الدولي بالأسلحة اقترح الفرنسيون بروتوكول لعدم استخدام الغازات السامة. اقترحت الجمهورية البولندية الثانية إضافة الأسلحة الجرثومية. تم التوقيع عليه في 17 يونيو.

## الانتهاكات

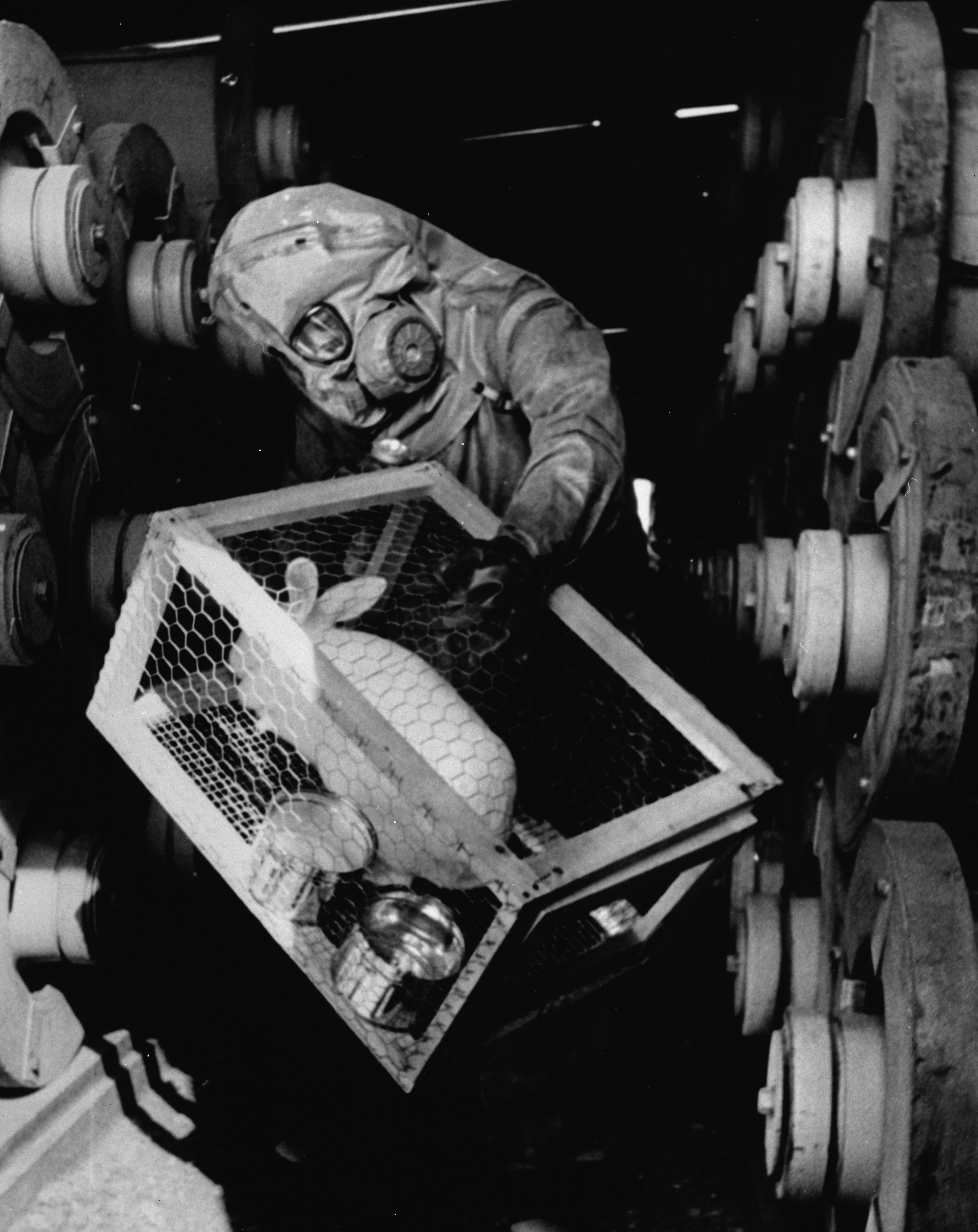
أرنب استخدم للتحقق من وجود تسرب في مصنع لإنتاج غاز السارين في عام 1970

نشرت عدة بلدان أو أعدت أسلحة كيميائية على الرغم من المعاهدة. إسبانيا وفرنسا فعلت ذلك في حرب الريف قبل دخول المعاهدة حيز التنفيذ في عام 1928 واستخدمت إيطاليا غاز الخردل ضد إمبراطورية إثيوبيا في عام 1935 واستخدمت اليابان الأسلحة الكيميائية ضد الصين في الحرب اليابانية الصينية الثانية.
في الحرب العالمية الثانية أعدت الولايات المتحدة وبريطانيا العظمى وألمانيا الموارد اللازمة لنشر الأسلحة الكيميائية وتخزين طن منها ولكن امتنعت عن استخدامها بسبب توازن الرعب: احتمال انتقام مروع. كان هناك إطلاق عرضي لغاز الخردل في مدينة باري الإيطالية مما تسبب في العديد من الوفيات عندما غرقت سفينة أمريكية تحمل ذخيرة الأسلحة الكيماوية في الميناء خلال غارة جوية. بعد الحرب تم استبعاد آلاف الأطنان من القذائف والعبوات مع التابون والسارين وأسلحة كيماوية أخرى في عرض البحر من قبل الحلفاء.
في وقت مبكر من الحرب الباردة تعاونت بريطانيا العظمى مع الولايات المتحدة في تطوير الأسلحة الكيميائية. كان الاتحاد السوفياتي أيضا مرافق لإنتاج الأسلحة الكيميائية ولكن أبقى تنميتها بالسر.
خلال حرب الخليج الأولى والانتفاضة الشعبانية استخدمت حكومة صدام حسين العديد من المواد الكيميائية المختلفة بما في ذلك غاز الخردل والسارين وغاز الأعصاب ضد إيران وضد المتمردين العراقيين في بعض الحالات مثل الهجوم الكيميائي على حلبجة.
تبادل كل من القوات الحكومية والمعارضة السورية الاتهامات باستخدام أسلحة كيماوية في عام 2013 في الغوطة وخان العسال خلال الحرب الأهلية السورية على الرغم من أن الاستخدام تم داخل الحدود السورية الخاصة وليس في الحرب بين الدول الأطراف في بروتوكول. أكد تقرير للأمم المتحدة عام 2013 استخدام السارين لكنه لم يحقق أي جانب في استخدام الأسلحة الكيميائية. في عام 2014 أكدت منظمة حظر الأسلحة الكيميائية استخدام غاز الكلور في القرى السورية من تالمانيس والتمنة وكفر زيتا ولكن لم ينسب أي جانب استخدام الغاز له.

## تقييم تاريخي
إريك كرودي قيم البروتوكول في عام 2005 وكان من رأيه أنه أظهر السجل التاريخي الذي كان غير فعال إلى حد كبير. على وجه التحديد أنها لم تحظر:
- استخدامها ضد الأطراف لا تصدق.
- الانتقام باستخدام هذه الأسلحة.
- استخدام داخل حدود الدولة نفسها في صراع أهلي.
- البحث والتطوير لهذه الأسلحة أو تخزينها لهم.

على الرغم من أن الولايات المتحدة كانت من دعاة البروتوكول فقد ضغط الجيش الامريكي والجمعية الكيميائية الأمريكية ضدها مما تسبب في مجلس الشيوخ الأمريكي بعدم التصديق على البروتوكول لمدة 50 عاما.

## التفسير اللاحق للبروتوكول
في عام 1966 دعا قرار الجمعية العامة للأمم المتحدة 2162ب دون أي معارضة جميع الدول لمراقبة صارمة على البروتوكول. في عام 1969 أعلن قرار الجمعية العامة للأمم المتحدة 2603 (الرابع والعشرون) أن حظر استخدام الأسلحة الكيميائية والبيولوجية في النزاعات المسلحة الدولية على النحو المنصوص عليه في البروتوكول على الرغم من ذكره في شكل أكثر عمومية تم الاعتراف عموما بقواعد القانون الدولي. في أعقاب ذلك كان هناك مناقشة ما إذا كانت العناصر الرئيسية للبروتوكول تشكل الآن جزءا من القانون الدولي العرفي والآن تم قبول هذا على نطاق واسع.
كانت هناك تفسيرات حول ما إذا كان البروتوكول يشمل استخدام مضايقة وكلاء مثل أدامسيت والغاز المسيل للدموع والمسقطات ومبيدات الأعشاب مثل العامل البرتقالي في الحروب المختلفة. اتفاقية حظر استخدام تقنيات التغيير في البيئة لأغراض عسكرية أو لأية أغراض عدائية أخرى 1977 تحظر استخدام الجيش تقنيات التغيير في البيئة ذات نطاق واسع طويلة الأمد أو شديدة الآثار. العديد من الدول لا تعتبر هذا بمثابة فرض حظر كامل على استخدام مبيدات الأعشاب في الحرب لكنه لا يتطلب كل حالة على حدة النظر فيها. اتفاقية الأسلحة الكيماوية لعام 1993 حظرت بشكل فعال عوامل مكافحة الشغب من استخدامها كوسيلة من وسائل الحرب وإن كان لا يزال تسمح لها لمكافحة الشغب.
في الآونة الأخيرة فسر البروتوكول لتغطية الصراعات الداخلية وكذلك المعايير الدولية. في عام 1995 ذكرت دائرة الاستئناف في المحكمة الجنائية الدولية ليوغوسلافيا السابقة أن «ظهر بلا جدال توافق عام في الآراء في المجتمع الدولي على مبدأ أن استخدام الأسلحة الكيميائية محظور أيضا في النزاعات المسلحة الداخلية». في عام 2005 خلصت اللجنة الدولية للصليب الأحمر أن القانون الدولي العرفي يشمل فرض حظر على استخدام الأسلحة الكيميائية في الصراعات الداخلية وكذلك الصراعات الدولية.

## الدول الأطراف
لتصبح طرفا في البروتوكول يجب على الدول أن تودع وثيقة مع حكومة فرنسا. ثمانية وثلاثون دولة وقعت على البروتوكول. كانت فرنسا أول دولة موقعة على التصديق على البروتوكول يوم 10 مايو 1926. السلفادور آخر دولة وقعت على تصديق البروتوكول في 26 فبراير 2008. اعتبارا من مايو 2013 صدقت 138 دولة آخرها مولدوفا في 4 نوفمبر 2010.

### التحفظات
قدمت عدة دول تحفظات عندما أصبحوا أطراف في بروتوكول جنيف معلنين بأنهم ملتزمين بعدم الاستخدام ضد الأطراف الأخرى في البروتوكول وأن هذه الالتزامات ستتوقف عند تطبيقها لأي دولة تستخدم أسلحة محظورة. أعلنت عدة دول عربية أيضا أن التصديق عليها لا يشكل الاعتراف أو علاقات دبلوماسية مع إسرائيل أو أن أحكام البروتوكول لم تكن ملزمة فيما يتعلق بإسرائيل. في وقت لاحق انسحبت عدة دول بما في ذلك تشيكوسلوفاكيا السابقة في عام 1990 قبل انحلاله.
وفقا لاتفاقية فيينا لخلافة الدول في احترام المعاهدات فإن الدول التي تنجح بالمصادقة على المعاهدة بعد حصولها على الاستقلال من طرف الدولة «فتعتبر الحفاظ على أي تحفظ على هذه المعاهدة التي كانت سارية المفعول في تاريخ خلافة الدول فإنه يعبر عن نية مخالفة أو يصوغ تحفظا يتعلق بنفس الموضوع». في حين أن بعض الدول إما احتفظت أو تخلت عن تحفظاتها في وراثة الخلافة فسيتم سرد الدول التي لم توضح موقفها بشأن تحفظات مورثهم كما تحفظاتهم «الضمنية».
| [ Reservation 1 ] [ Reservation 2 ] | [ 19 ] |

| [ Reservation 1 ] [ Reservation 2 ] | [ 20 ] |

| [ Reservation 1 ] [ Reservation 2 ] | ضمني في الخلافة. |

| [ Reservation 1 ] [ Reservation 2 ] | انسحب في 1986. |

| [ Reservation 1 ] [ Reservation 2 ] [ Reservation 3 ] | [ 22 ] |

| [ Reservation 1 ] [ Reservation 2 ] | [ 23 ] |

| [ Reservation 1 ] [ Reservation 2 ] | سحبت التحفظات التي أبدتها المملكة المتحدة بشأن الخلافة. |

| [ Reservation 1 ] [ Reservation 2 ] | انسحبت في 1997. |

| [ Reservation 1 ] [ Reservation 2 ] | انسحبت في 1991. |

| [ Reservation 1 ] [ Reservation 2 ] | انسحبت في عام 1991 فيما يتعلق بالعناصر الجرثومية وانسحبت تماما في عام 1999. |

| [ Reservation 1 ] [ Reservation 2 ] | انسحبت في 1991 |

| [ Reservation 2 ] | المحرز في الخلافة. |

| [ Reservation 1 ] [ Reservation 2 ] | ضمني في الخلافة. |

| [ Reservation 1 ] [ Reservation 2 ] | انسحبت في 1999. |

| [ Reservation 1 ] [ Reservation 2 ] | احتفظ بتحفظات المملكة المتحدة بشأن الخلافة. |

| [ Reservation 1 ] [ Reservation 2 ] | انسحبت في 1996. |

| [ Reservation 1 ] [ Reservation 2 ] | ضمني على الخلافة. |

| [ Reservation 1 ] [ Reservation 2 ] | ضمني على الخلافة. |

| [ Reservation 1 ] [ Reservation 2 ] | [ 34 ] |

| [ Reservation 4 ] | ضمني على الخلافة. |

| [ Reservation 1 ] [ Reservation 2 ] | [ 35 ] |

| [ Reservation 1 ] [ Reservation 2 ] | انسحبت في 1972. |

| [ Reservation 1 ] [ Reservation 2 ] | [ 37 ] |

| [ Reservation 1 ] [ Reservation 2 ] | ضمني في الخلافة. |

| [ Reservation 1 ] [ Reservation 2 ] [ Reservation 3 ] | [ 38 ] |

| [ Reservation 2 ] | [ 39 ] |

| [ Reservation 1 ] [ Reservation 2 ] | تحفظ 2 في عام 2002 فيما يتعلق بالعوامل البيولوجية التي يشملها معاهدة حظر الأسلحة البيولوجية. |

| [ Reservation 3 ] [ Reservation 5 ] | [ 40 ] |

| [ Reservation 1 ] [ Reservation 2 ] | ضمني في الخلافة. |

| [ Reservation 1 ] [ Reservation 2 ] [ Reservation 3 ] | [ 41 ] |

| [ Reservation 1 ] [ Reservation 2 ] | ضمني في الخلافة. |

| [ Reservation 1 ] [ Reservation 2 ] | ضمني في الخلافة. |

| [ Reservation 2 ] | انسحبت في 1990. |

| [ Reservation 4 ] | انسحب في 1995. |

| [ Reservation 1 ] [ Reservation 2 ] | انسحب في 1989. |

| [ Reservation 1 ] [ Reservation 2 ] | ضمني في الخلافة. |

| [ Reservation 1 ] [ Reservation 2 ] | [ 45 ] |

| [ Reservation 1 ] [ Reservation 2 ] | ضمني في الخلافة. |

| [ Reservation 1 ] [ Reservation 2 ] | احتفظ بتحفظات استراليا. |

| [ Reservation 1 ] [ Reservation 2 ] | تحفظ في عام 2003 وتحفظ في عام 2014. |

| [ Reservation 1 ] [ Reservation 2 ] | انسحب في 1991. |

| [ Reservation 1 ] [ Reservation 2 ] | انسحب في 2001. |

| [ Reservation 1 ] [ Reservation 2 ] | ضمني في الخلافة. |

| [ Reservation 1 ] [ Reservation 2 ] | ضمني في الخلافة. |

| [ Reservation 1 ] [ Reservation 2 ] | ضمني في الخلافة. |

| [ Reservation 1 ] [ Reservation 2 ] | ضمني في الخلافة. |

| [ Reservation 2 ] | ضمني في الخلافة. صوت البرلمان الصربي لسحب تحفظاته في مايو 2009 وأعلن الانسحاب في عام 2010 ولكن لم يتم الإبلاغ. |

| [ Reservation 1 ] [ Reservation 2 ] | احتفظ بتحفظات المملكة المتحدة بشأن الخلافة. |

| [ Reservation 1 ] [ Reservation 2 ] | انسحب في 1996. |

| [ Reservation 1 ] [ Reservation 2 ] | انسحب في 1992. |

| [ Reservation 3 ] | [ 55 ] |

| [ Reservation 1 ] [ Reservation 2 ] | ضمني في الخلافة. |

| [ Reservation 1 ] [ Reservation 2 ] | ضمني في الخلافة. |

| [ Reservation 1 ] [ Reservation 2 ] | ضمني في الخلافة. |

| [ Reservation 1 ] [ Reservation 2 ] | التحفظ 2 في عام 1991 فيما يتعلق العوامل البيولوجية التي يشملها معاهدة حظر الأسلحة البيولوجية والتحفظات سحبت بالكامل في عام 2002. |

| [ Reservation 4 ] | [ 58 ] |

| [ Reservation 1 ] [ Reservation 2 ] | [ 59 ] |

| [ Reservation 3 ] | صنع في الاتفاقية الثانية من الانضمام التي قدمت في 16 سبتمبر 1973. |

التحفظات
1. 1 2 3 4 5 6 7 8 9 10 11 12 13 14 15 16 17 18 19 20 21 22 23 24 25 26 27 28 29 30 31 32 33 34 35 36 37 38 39 40 41 42 43 44 45 46 47 48  ملزمة فقط فيما يتعلق بالدول التي صدقت عليها أو انضمت إلى البروتوكول.
2. 1 2 3 4 5 6 7 8 9 10 11 12 13 14 15 16 17 18 19 20 21 22 23 24 25 26 27 28 29 30 31 32 33 34 35 36 37 38 39 40 41 42 43 44 45 46 47 48 49 50 51 52 53  يتوقف عن أن يكون ملزما في ما يخص أي دولة وحلفائها والتي تعتبر غير محظورة على البروتوكول.
3. 1 2 3 4 5 6  لا يشكل اعتراف أو إقامة أي علاقات مع إسرائيل.
4. 1 2 3  توقف عن أن يكون ملزما لاستخدام الأسلحة الكيميائية في ما يخص أي دولة عدو لا تراعي الحظر.
5. ↑  توقف عن أن يكون ملزما في حالة حدوث انتهاك.

ملاحظات
1. 1 2 3 4 5 6 7 8 9 10 11 12 13 14 15 16 17 18 19  وفقا لاتفاقية فيينا لخلافة الدول في احترام المعاهدات فإن الدول التي صدقت على معاهدة بعد حصولها على الاستقلال من طرف الدولة "فتعتبر الحفاظ على أي تحفظ على هذه المعاهدة التي كانت سارية المفعول في تاريخ خلافة الدول فيما يتعلق بالإقليم الذي خلفت فيه الدول إلا عندما يرسل إشعارا بالخلافة فإنه يعبر عن نية مخالفة أو يصوغ تحفظا يتعلق بنفس الموضوع التحفظ". أية دولة لم توضح موقفها بشأن التحفظات عن دولة الخلافة ستكون التحفظات مدرجة "ضمنيا".
2. ↑  على الرغم من أن يوغوسلافيا تعتبر دولة مكملة لجمهورية يوغوسلافيا الاتحادية الاشتراكية والجمعية العامة للأمم المتحدة لم تقبل هذا وأجبروهم على إعادة تطبيق العضوية.
3. ↑  على النحو الوارد 28 أكتوبر 1997 من قبل مكتب الأمم المتحدة لشؤون نزع السلاح.[51]
4. ↑  تسرد بعض المصادر تحفظين من تايلاند ولكن لا صك بالانضمام،[2] ولا قائمة مكتب الأمم المتحدة لشؤون نزع السلاح،[56] ذكر أي تحفظ.
5. ↑  وفقا لاتفاقية فيينا لقانون المعاهدات فإن الدول التي تبدي تحفظا عند "التوقيع أو التصديق أو قبولها أو إقرارها أو الانضمام إلى معاهدة".

## الدول غير الموقعة
ما تبقى من الدول الأعضاء في الأمم المتحدة والمراقبين للامم المتحدة التي لم تنضم في البروتوكول هي:
| - أندورا - أرمينيا - أذربيجان - البهاما - روسيا البيضاء - بليز - البوسنة والهرسك - بوتسوانا - بروناي - بوروندي - تشاد - كولومبيا - جزر القمر - جمهورية الكونغو الديمقراطية - جمهورية الكونغو | - جيبوتي - دومينيكا - إريتريا - الغابون - جورجيا - غينيا - غيانا - هايتي - هندوراس - كازاخستان - كيريباتي - قيرغيزستان - مقدونيا - مالي | - جزر مارشال - موريتانيا - ولايات ميكرونيسيا المتحدة - الجبل الأسود - موزمبيق - بورما - ناميبيا - ناورو - عمان - بالاو - فلسطين - ساموا - سان مارينو - ساو تومي وبرينسيب | - سيشل - سنغافورة - الصومال - جنوب السودان - سورينام - طاجيكستان - تيمور الشرقية - تركمانستان - توفالو - الإمارات العربية المتحدة - أوزبكستان - فانواتو - زامبيا - زيمبابوي |

## حظر الأسلحة الكيميائية
| السنة | الاسم                                                   | التأثير |
| ----- | ------------------------------------------------------- | --- |
| 1675  | اتفاقية ستراسبورغ                                       | أول اتفاق دولي يحد من استخدام الأسلحة الكيميائية والرصاص السام.                                                                                                   |
| 1874  | اتفاقية بروكسل لقانون وأعراف الحرب                      | يحظر توظيف السموم أو الأسلحة المسممة (أبدا دخلت حيز النفاذ.) |
| 1899  | مؤتمر السلام 1 في لاهاي                                 | وافقت الدول الأوروبية على الامتناع عن "استخدام مقذوفات تحتوي على غازات ضارة أو خانقة."                                                                            |
| 1907  | مؤتمر السلام 2 في لاهاي                                 | أضاف المؤتمر استخدام السموم أو الأسلحة المسممة. |
| 1919  | معاهدة فرساي                                            | يحظر الغاز السام في ألمانيا. |
| 1922  | معاهدة تتعلق باستخدام الغواصات والغازات الضارة في الحرب | فشلت لأن فرنسا اعترضت على بنود تتعلق بحرب الغواصات. |
| 1925  | بروتوكول جنيف                                           | يحظر "الاستخدام في الحرب الغازات السامة أو الخانقة أو غيرها وجميع من في حكمها من السوائل أو المواد أو الأجهزة" و"الأساليب البكتريولوجية".                         |
| 1972  | معاهدة حظر الأسلحة البيولوجية                           | لا توجد آلية تحقق فإن التفاوض على البروتوكول لتعويض هذا النقص أوقف من قبل الولايات المتحدة في عام 2001.                                                           |
| 1993  | معاهدة حظر الأسلحة الكيميائية                           | فرض حظر شامل على تطوير وإنتاج وتخزين واستعمال الأسلحة الكيميائية مع جداول زمنية لتدميرها.                                                                         |
| 1998  | نظام روما الأساسي للمحكمة الجنائية الدولية              | يجعل منها جريمة حرب من استخدام الأسلحة الكيميائية في النزاعات الدولية. (تعديلات على نظام روما الأساسي للمحكمة الجنائية الدولية يمتد الحظر إلى الصراعات الداخلية.) |